# علی فارکا توره
علی فارکا توره (۳۱ اکتبر ۱۹۳۹–۷ مارس ۲۰۰۶) خواننده و آهنگساز سبک بلوز اهل تیمبوکتو از کشور مالی است.
توره در لیست ۱۰۰ گیتاریست تمام دوران‌ها مجلهٔ رولینگ استون رتبهٔ ۷۶ را به‌خود اختصاص داده است.